# Oleg Trojanowski

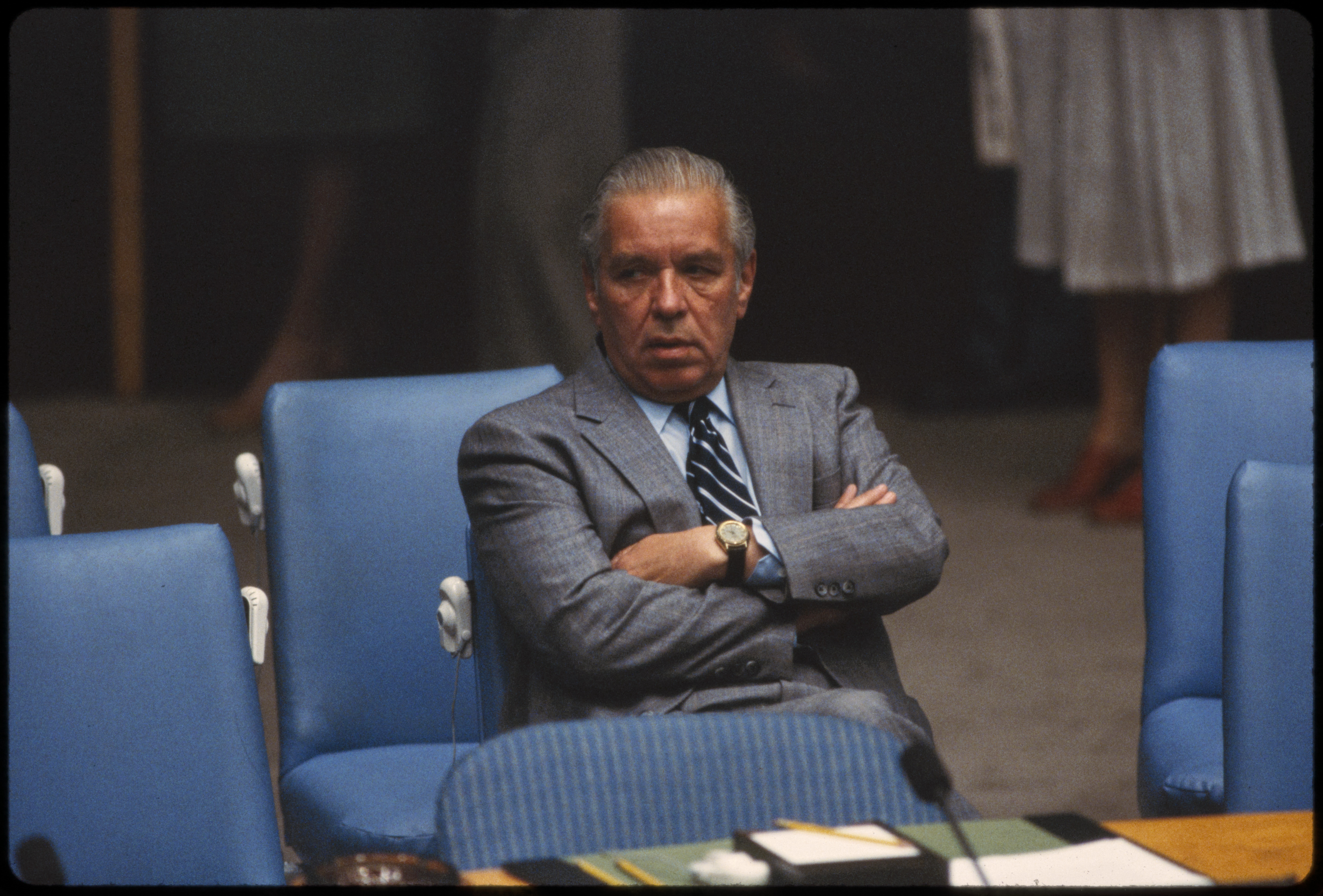
Oleg Trojanowski

Oleg Aleksandrowicz Trojanowski (ros. Оле́г Алекса́ндрович Трояно́вский, ur. 24 listopada 1919 w Moskwie, zm. 21 grudnia 2003 tamże) – radziecki dyplomata.

## Życiorys
Syn dyplomaty, pierwszego ambasadora ZSRR w USA Aleksandra Trojanowskiego. Ukończył Instytut Filozofii, Literatury i Historii i Instytut Języków Obcych, 1941 wcielony do Armii Czerwonej, od 1942 był redaktorem-tłumaczem agencji Sowinformbiuro, od października 1944 pracował w utworzonym na mocy umowy ZSRR, USA i W. Brytanii wspólnym komitecie ds. prowadzenia wojny psychologicznej z Niemcami. Podczas procesu norymberskiego był sekretarzem sędziego z ZSRR Międzynarodowego Trybunału Wojskowego w Norymberdze, 1946 podczas konferencji pokojowej w Paryżu był tłumaczem, 1947-1951 pracownikiem sekretariatu ministra spraw zagranicznych ZSRR Wiaczesława Mołotowa, 1951-1953 członkiem kolegium redakcyjnego wznowionego pisma "Nowosti" (wersji anglojęzycznej). Od kwietnia 1953 pomocnik ministra spraw zagranicznych ZSRR, 1956 ukończył Instytut Języków Obcych, 1958-1966 był pomocnikiem dwóch kolejnych premierów ZSRR - Chruszczowa i Kosygina, od 1966 pracował w dyplomacji. Od 3 kwietnia 1967 do 17 kwietnia 1976 ambasador nadzwyczajny i pełnomocny ZSRR w Japonii, od listopada 1977 do marca 1986 stały przedstawiciel ZSRR przy ONZ, od 11 marca 1986 do 7 sierpnia 1990 ambasador nadzwyczajny i pełnomocny ZSRR w Chinach. Pochowany na Cmentarzu Nowodziewiczym.

## Odznaczenia
- Order Lenina (dwukrotnie - 1976 i 1982)
- Order Rewolucji Październikowej (1979)
- Order Czerwonego Sztandaru Pracy (trzykrotnie - 1951, 1966 i 1989)
- Order „Znak Honoru” (1969)

I medale.